# Утакмице фудбалске репрезентације Мађарске 2022.
Фудбалска репрезентација Мађарске је током 2022. године одиграла десет утакмица. Поред четири припремне утакмице, репрезентација је учествовала у Лиги А 2022–2023 УЕФА Лиге нација, Група 3 и одиграла шест утакмица у групи.. У Лиги нација репрезентација је завршила на другом месту са 10 бодова, два пута је победила Енглеску, а против Немаца је освојила 4 бода. Захваљујући резултату, репрезентација се пласирала у 1. шешир на жребу квалификација за Европско првенство 2024, што се никада раније није догодило. Марко Роси, именован 2018. године, био је и селектор репрезентације за све утакмице у току ове године. Остварени рекорд године је био: 5 победа, 2 ремија и 3 пораза. У последњем мечу у години, 20. новембра, против Грчке, Балаж Џуџак је 109. пут наступио за репрезентацију, чиме је постао рекордер по броју наступа за репрезентацију.

## Утакмице
Победа
  Нерешено
  Пораз
„Датуми су по мађарском рачунању времена, по локалном времену у загради.“
| Мађарска               | 0—1      | Србија            |
| ---------------------- | -------- | ----------------- |
| Шефер 66’ · Газдаг 87’ | Извештај | 35’ (а.г.) Ж. Нађ |

| Северна Ирска                                          | 0—1      | Мађарска                                             |
| ------------------------------------------------------ | -------- | ---------------------------------------------------- |
| Крег Катчарт 27’ · С. Дејвис 58’ · Стјуарт Далас 85’ · | Извештај | 56’ Шалаи · 74’ Адам Ланг · 83’ Шалаи · 85’ Адам Нађ |

| Мађарска                                    | 1—0      | Енглеска                                      |
| ------------------------------------------- | -------- | --------------------------------------------- |
| Собослаи 66’ (пен) · Шефер 21’ · Гулачи 90’ | Извештај | 51’ Коди Конор · 90+4’ Мегвајер · 90+4’ Џејмс |

| Италија                                                                  | 2—1      | Мађарска                               |
| ------------------------------------------------------------------------ | -------- | -------------------------------------- |
| Барела 30’ · Лоренцо Пелегрини 45’ · Барела 64’ · Брајан Кристанте 90+4’ | Извештај | 61’ (а.г.) Ђанлука Манцини · 71’ Шефер |

| Мађарска                                      | 1—1      | Немачка                              |
| --------------------------------------------- | -------- | ------------------------------------ |
| Ж. Нађ 6’ · Шалаи 20’ · Гулачи 86’ · Адам 90’ | Извештај | 9’ Јонас Хофман · 36’ Нико Шлотербек |

| Енглеска                  | 0—4      | Мађарска                                                        |
| ------------------------- | -------- | --------------------------------------------------------------- |
| Стоунс 2’ 37’ · Вокер 85’ | Извештај | 16’ 70’ Шалаи · 80’ Ж. Нађ · 89’ Газдаг · 89’ Бола · 89’ Ж. Нађ |

| Немачка                 | 0—1      | Мађарска                    |
| ----------------------- | -------- | --------------------------- |
| Кимих 25’ · Ридигер 90’ | Извештај | 17’ А. Салаи · 41’ А. Салаи |

| Мађарска                   | 0—2      | Италија                                                             |
| -------------------------- | -------- | ------------------------------------------------------------------- |
| А. Салаи 45+1’ · Фиола 87’ | Извештај | 27’ Ђакомо Распадори · 51’ Фредерико Димарко · 34’ Франческо Ачерби |

| Луксембург                                                       | 2—2      | Мађарска                                                                   |
| ---------------------------------------------------------------- | -------- | -------------------------------------------------------------------------- |
| Герсон Родригез 7’ (11) · Алесио Чурчи 77’ · Леандро Бареиро 24’ | Извештај | 25’ А. Салаи · 67’ Андраш Немет · 6’ Дибус · 33’ Ж. Нађ · 85’ Калум Стајлс |

| Мађарска                                              | 2—1      | Грчка                          |
| ----------------------------------------------------- | -------- | ------------------------------ |
| Шалаи 15’ Жолт Калмар 90+3’ Ботка 64’ Ж. Калмар 90+4’ | Извештај | 81’ (пен) Анастасиос Бакасетас |

| Претходна година: 2021. | Утакмице фудбалске репрезентације Мађарске 2022. | Наредна година: 2023. |

## Статистика

### Голови и картони
Голови и опомене играча репрезентације Мађарске у 2022. години.
На табели су наведени само играчи који су постигли бар један гол или добили опомену.
Други жути картон у серији УЕФА Лиге нација аутоматски доводи до казне искључења од једне утакмице.
Списак је направљен по абецедном реду презимена играча.
| Утакмице  | Утакмице | Утакмице | Утакмице | Утакмице | Утакмице | МАЂ – СРБ 0 : 1 | СИР – МАЂ 0 : 1 | МАЂ – ЕНГ 1 : 0 | ИТА – МАЂ 2 : 1 | МАЂ – НЕМ 1 : 1 | ЕНГ – МАЂ 0 : 4 | НЕМ – МАЂ 0 : 1 | МАЂ – ИТА 0 : 2 | ЛУК – МАЂ 2 : 2 | МАЂ – ГРЧ 2 : 1 |
| Утакмице  | Утакмице | Утакмице | Утакмице | Утакмице | Утакмице | Припремна       | Припремна       | ЛН              | ЛН              | ЛН              | ЛН              | ЛН              | ЛН              | Припремна       | Припремна       |
| Играч     | Гол      |          |          |          | УК       | 24. март        | 29. март        | 04. јун         | 07. јун         | 11. јун         | 14. јун         | 23. септембар   | 26. септембар   | 17. новембар    | 20. новембар    |
| --------- | -------- | -------- | -------- | -------- | -------- | --------------- | --------------- | --------------- | --------------- | --------------- | --------------- | --------------- | --------------- | --------------- | --------------- |
| Адам      | 0        | 1        | 0        | 0        | 0        |                 |                 |                 |                 |                 |                 |                 |                 |                 |                 |
| Бола      | 0        | 1        | 0        | 0        | 0        |                 |                 |                 |                 |                 |                 |                 |                 |                 |                 |
| Ботка     | 0        | 1        | 0        | 0        | 0        |                 |                 |                 |                 |                 |                 |                 |                 |                 |                 |
| Дибус     | 0        | 1        | 0        | 0        | 0        |                 |                 |                 |                 |                 |                 |                 |                 |                 |                 |
| Фиола     | 0        | 1        | 0        | 0        | 0        |                 |                 |                 |                 |                 |                 |                 |                 |                 |                 |
| Газдаг    | 1        | 1        | 0        | 0        | 0        |                 |                 |                 |                 |                 |                 |                 |                 |                 |                 |
| Гулачи    | 0        | 2        | 0        | 0        | 1        |                 |                 |                 |                 |                 | X               |                 |                 |                 |                 |
| Калмар    | 1        | 1        | 0        | 0        | 0        |                 |                 |                 |                 |                 | X               |                 |                 |                 |                 |
| Ланг      | 0        | 1        | 0        | 0        | 0        |                 |                 |                 |                 |                 |                 |                 |                 |                 |                 |
| А. Нађ    | 0        | 1        | 0        | 0        | 0        |                 |                 |                 |                 |                 |                 |                 |                 |                 |                 |
| Ж. Нађ    | 2        | 2        | 0        | 0        | 0        |                 |                 |                 |                 |                 |                 |                 |                 |                 |                 |
| А. Немет  | 1        | 0        | 0        | 0        | 0        |                 |                 |                 |                 |                 |                 |                 |                 |                 |                 |
| Шалаи     | 4        | 2        | 0        | 0        | 0        |                 |                 |                 |                 |                 |                 |                 |                 |                 |                 |
| Шефер     | 0        | 3        | 0        | 0        | 1        |                 |                 |                 |                 | X               |                 |                 |                 |                 |                 |
| Стајлс    | 0        | 1        | 0        | 0        | 0        |                 |                 |                 |                 |                 |                 |                 |                 |                 |                 |
| Ат. Салаи | 1        | 0        | 0        | 0        | 0        |                 |                 |                 |                 |                 |                 |                 |                 |                 |                 |
| Ад. Салаи | 1        | 2        | 0        | 0        | 0        |                 |                 |                 |                 |                 |                 |                 |                 |                 |                 |
| Собослаи  | 1        | 0        | 0        | 0        | 0        |                 |                 |                 |                 |                 |                 |                 |                 |                 |                 |
| Аутогол   | 1        | —        | —        | —        | —        |                 |                 |                 |                 |                 |                 |                 |                 |                 |                 |
| Укупно    | 13       | 21       | 0        | 0        | 2        |                 |                 |                 |                 |                 |                 |                 |                 |                 |                 |

Легенда:  = дато голова; = аутогол;  = жути картон;  = искључење након 2 жута картона на једној утакмици;  = црвени картон X = забрана; ПУ = број пропуштених утакмица због суспензије

## Играчи репрезентације
| - Петер Гулачи - Бендегуз Бола - Ендре Ботка - Атила Фиола - Даниел Газдаг - Жолт Калмар - Адам Нађ - Жолт Нађ - Андраш Немет - Роланд Шалаи - Андраш Шафер - Калум Стајлс - Атила Салаи - Адам Салаи - Доминик Собослаи |

## Белешка
1. ↑  Деби Калума Стајлса (Милвал) за Мађарску.
2. ↑  УЕФА је 9. јула 2021. казнила МЛС новчаном казном од 100.000 евра и изрекла три казне играња утакмице без гледалаца за предстојеће домаће Уефине утакмице, због дискриминаторског понашања навијача на утакмицама Европског првенства одиграних у јуну 2021. Једна од казни за искључење је суспендована на две године.[7] МЛС се жалио на пресуду. УЕФА је 17. новембра 2021. смањила број утакмица иза затворених врата са три на две, а друга је суспендована на две године. Наредна домаћа утакмица УЕФА је тако била утакмица Мађарска-Енглеска 4. јуна 2022.[8][9] Искористивши прилику коју пружа Дисциплински правилник, особе млађе од 14 година и њихови пратиоци су могли да буду присутни у публици на утакмици.[10]